# Hnojník nasetý
Hnojník nasetý (Coprinellus disseminatus) je druh houby z čeledi křehutkovité (Psathyrellaceae). Typickým znakem houby je tvorba velmi rozsáhlých porostů.

## Znaky
Klobouk je 0,5–2 cm široký, svisle rýhovaný, nejdříve vejcovitého, později zvoncovitého až kuželovitého tvaru.
Lupeny jsou 1–2 mm vysoké, široké, křehké, přirostlé ke třeni, bílé, postupně černají. Na klobouku řídce uspořádané. Výtrusný prach je černohnědý.
Třeň je válcovitý, 2–6 cm dlouhý, tenký, dutý, obdobného odstínu jako klobouk, má tendenci k prohýbání.
Dužnina je bělošedá, křehká, tenká. Na rozdíl od ostatních zástupců hnojníků se dužnina inkoustovitě nerozplývá, ale zasychá.

## Užití
Nejedlý druh.

## Ekologie
Od května do října vytváří hnojník nasetý husté porosty tvořené stovkami až tisíci plodnic na pařezích, starých stromech, popadaných větvích, jak na trouchnivějícím, tak živém dřevě (zejména listnatých stromů, preferuje topoly).

## Rozšíření
Výskyt byl popsán v Severní a Jižní Americe, Evropě, Asii, Austrálii a Spojeném království.

## Galerie

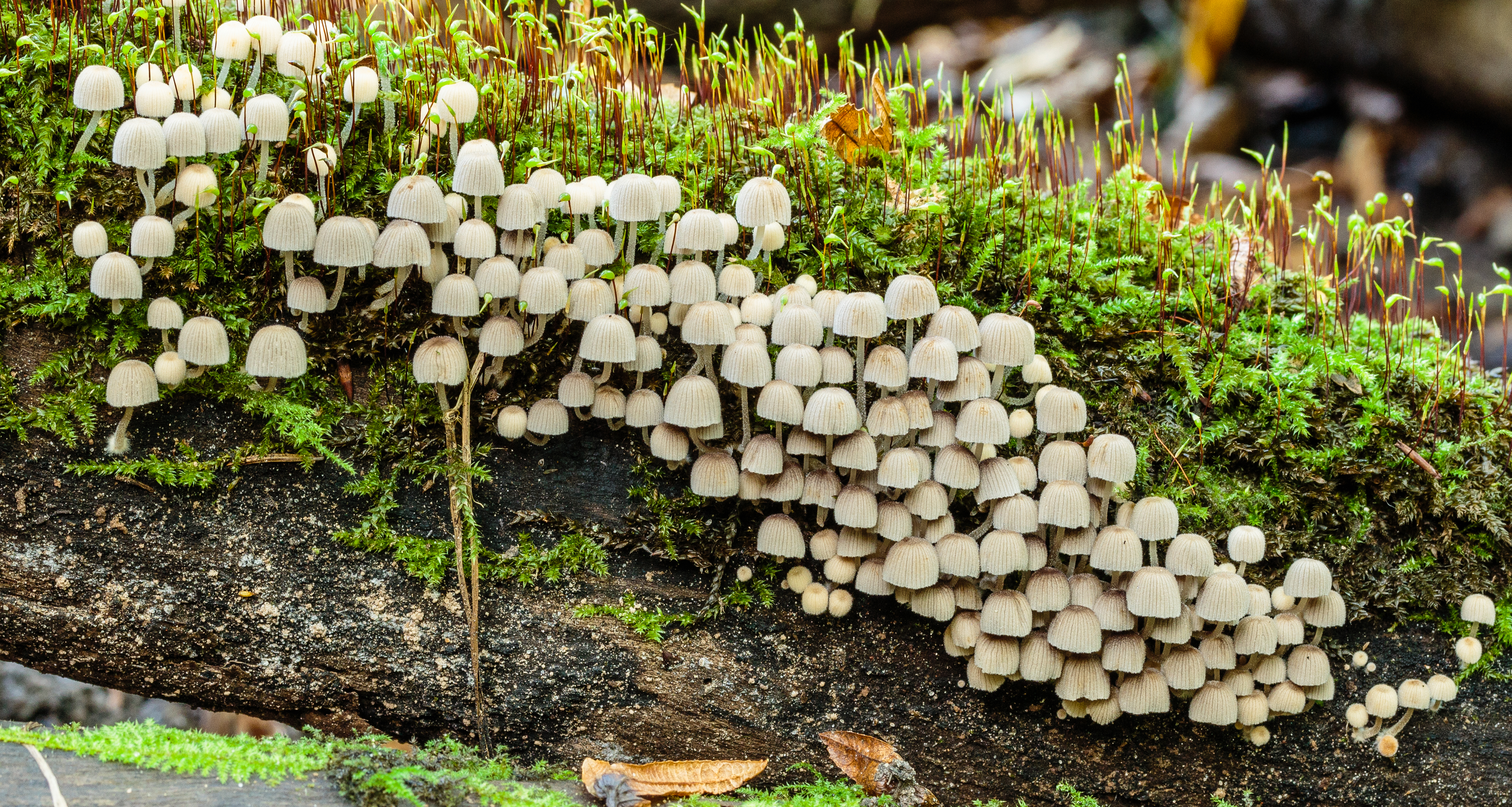
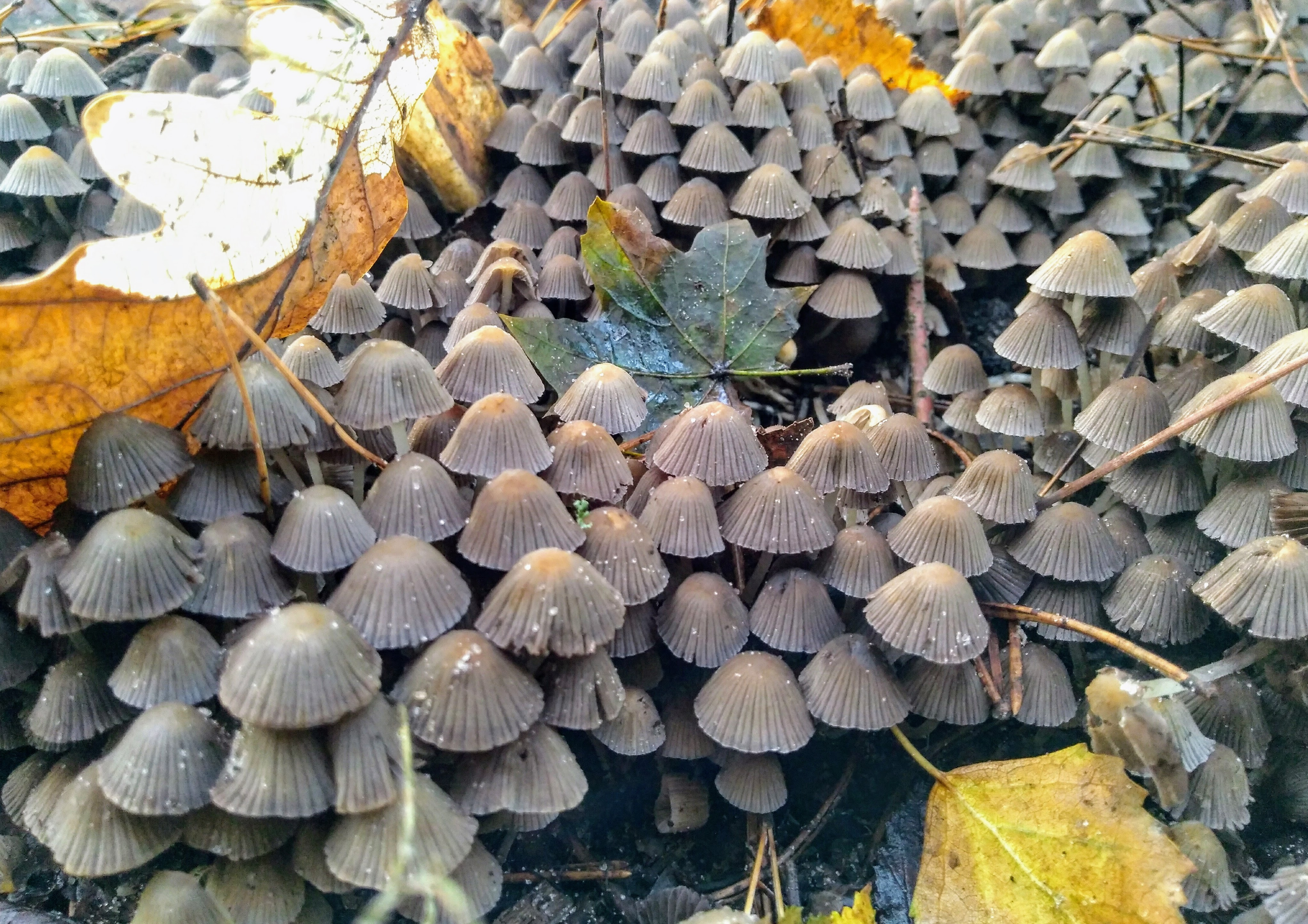
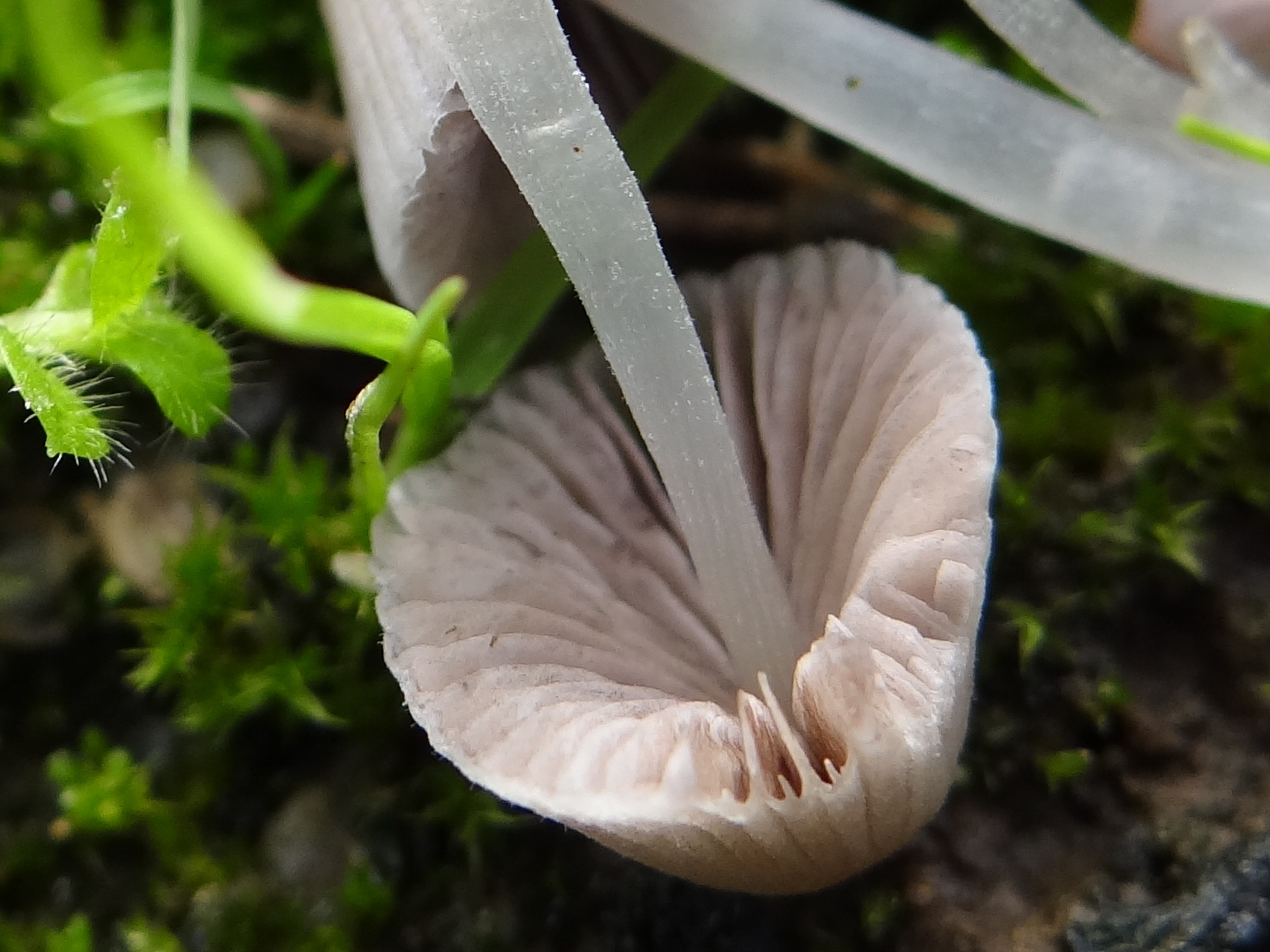
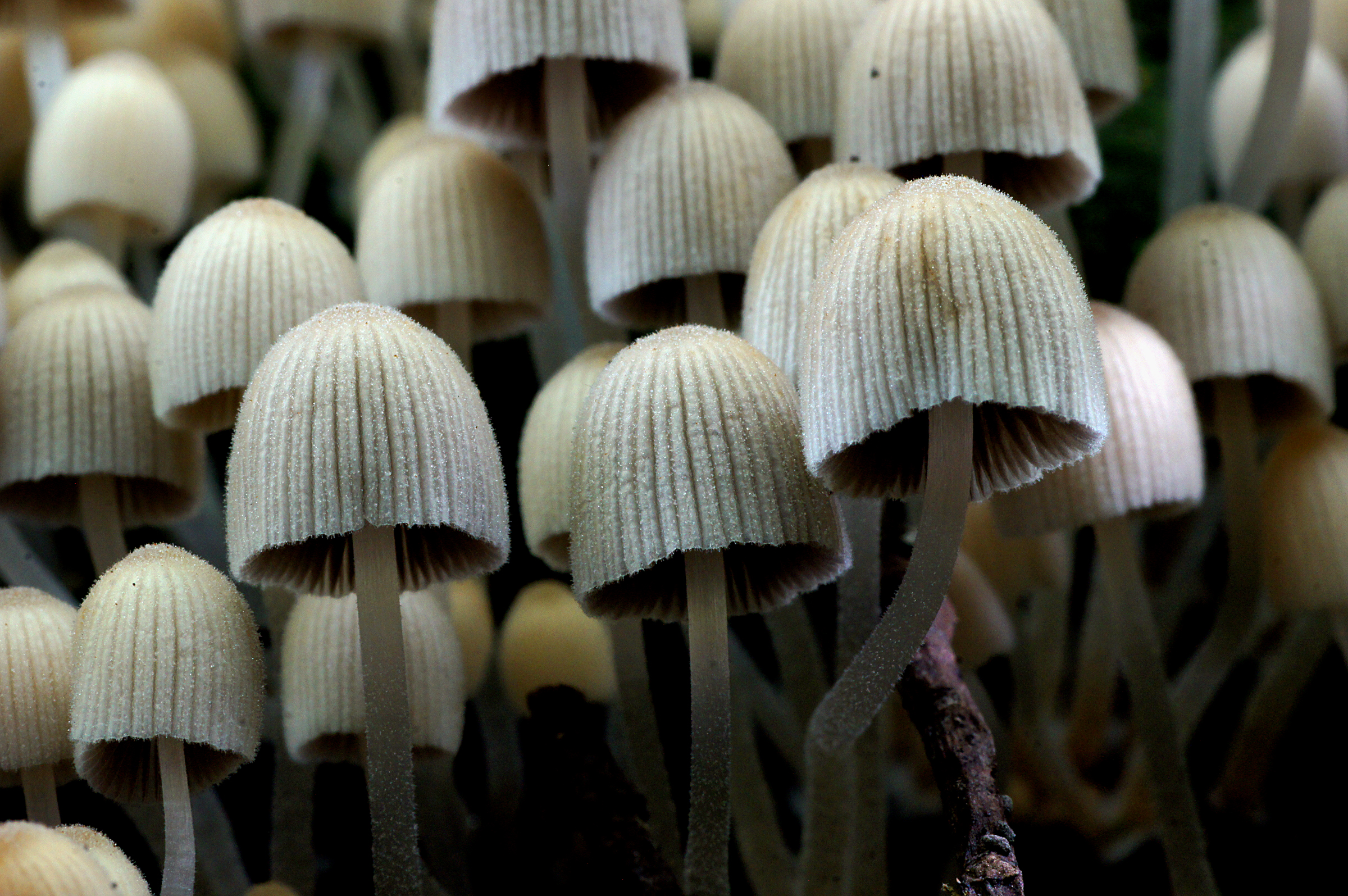
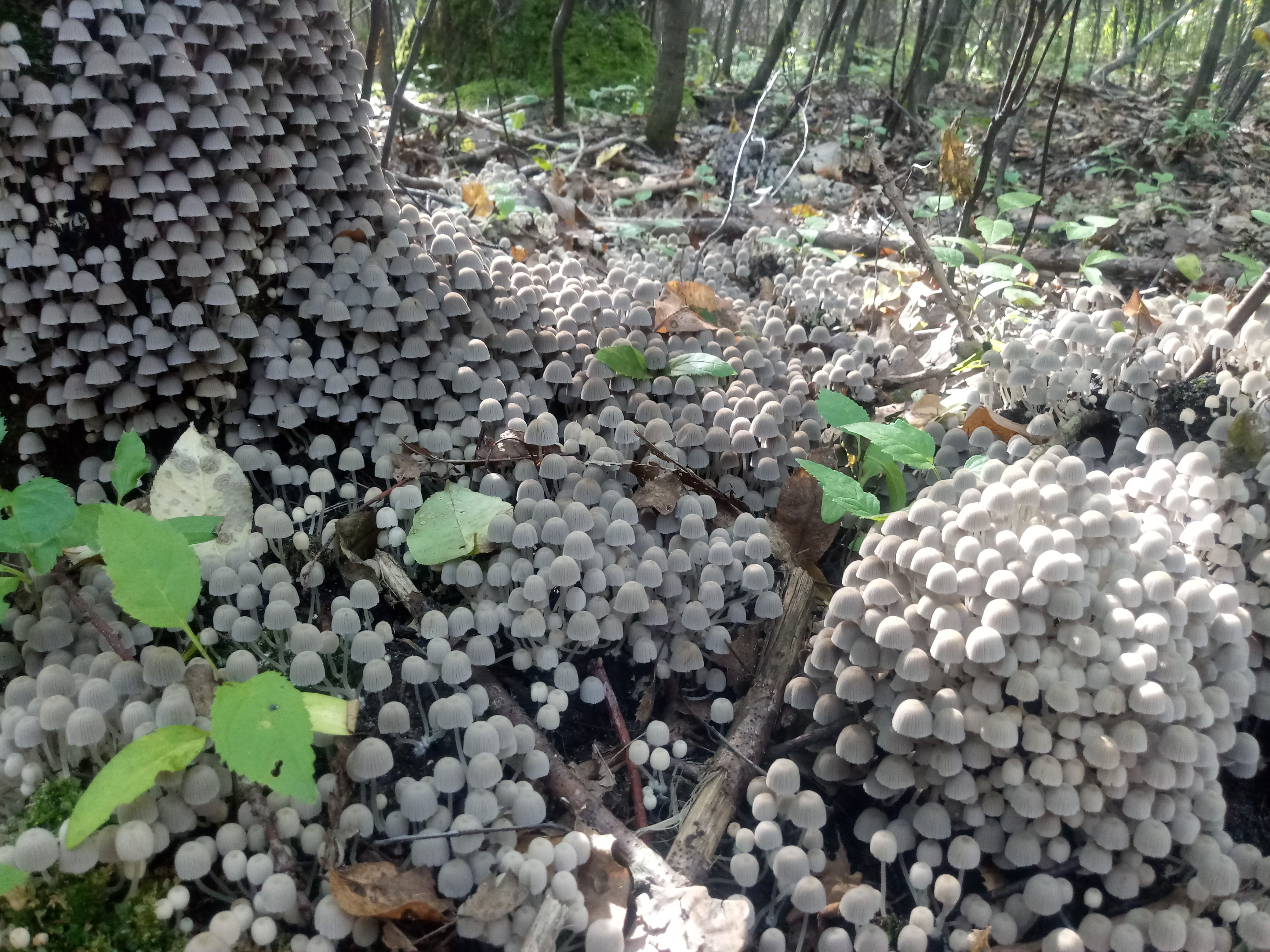

## Možnost záměny
- Křehutka trpasličí (Psathyrella pygmaea) – liší se hořkou chutí[2]